# Capuleti i Montecchi
Capuleti i Montecchi (wł. I Capuleti e i Montecchi) – opera seria Vincenza Belliniego z librettem Felice Romaniego opartym na dramacie Williama Szekspira Romeo i Julia.

## Osoby
- Julia (Giulietta) – sopran
- Romeo – mezzosopran (partia travesti)
- Tybalt (Tebaldo), z rodu Capuletich – tenor
- Capellio, z rodu Capuletich – bas
- Lorenzo, franciszkanin, przyjaciel Romea – bas

## Historia utworu
Bellini skomponował Capuletich i Montecchich w pośpiechu, aby jak najszybciej zatrzeć złe wrażenie wywołane przez klapę Zairy. W szybkim wykonaniu zamówienia weneckiego Teatru La Fenice pomogło często w owych czasach spotykane wykorzystanie fragmentów wcześniejszych utworów kompozytora, przede wszystkim zapożyczonych z Zairy. W obsadzie prapremierowej gwiazdą była Giuditta Grisi śpiewająca partię Romea – jest to partia travesti (w przebraniu), przeznaczona dla mezzosopranu. Opera odniosła sukces i szybko wystawiono ją na kolejnych scenach, m.in. w mediolańskiej La Scali, w Bolonii, Dreźnie, Madrycie, Paryżu i Londynie. Jedną ze sławnych wykonawczyń partii Romea była Maria Malibran. W 1859 powstała wersja francuska, z librettem tłumaczonym przez Charlesa Nuittera, która miała premierę w Operze Paryskiej. Przygotowano ją specjalnie dla śpiewaczki Felicity von Vestvali, która wystąpiła jako Romeo. Widownia zareagowała z entuzjazmem, a krytycy porównywali Vestvali do Marii Malibran, Wilhelmine Schröder-Devrient i Rachel Félix. Napoleon III był tak urzeczony jej występem, że darował jej w prezencie srebrną zbroję.Capuleti i Montecchi jest jedną z nielicznych oper Belliniego, które utrzymały się na stałe w repertuarze teatrów operowych'.